# Република Мирдита
Република Мирдита е непризната албанска държава, съществувала от 17 юли 1921 г. до 20 ноември 1921 г.

## История
Марка Гьони, ищец и наследник на позицията на военачалник на Мирдита, позволява на югославските власти да обявят от негово име независимостта на Република Мирдита в Призрен, Югославия през юли 1921 г. Гьони получава югославска подкрепа, оръжия и пари.
Събитията от Република Миртида съвпадат с международните преговори за финализиране на албанско-югославската граница, която е смятана за важна и тези дискусии продължават през ноември 1921 г. Гьони призовава югославските власти да предприемат стъпки, за да гарантират признаването на републиката, докато югославяните се надяват, че бунтовете в Северна Албания ще подкрепят териториалните претенции за региона.
В Обществото на народите югославското правителство обвинява албанското правителство, че е инструмент на елита на мюсюлманските земевладелци, докато Албания отговаря, че не е правителство на мюсюлмани и представлява албанския народ от всички религии. Югославското правителство оспорва, че албанското правителство в Тирана представлява всички албанци, поради съществуването на републиката в Мирдита. Югославската делегация твърди, че съществуват 2 правителства и че единството на народа не съществува.